# Keveházi Krisztina
Keveházi Krisztina (1977 –) magyar balettművésznő. Bán Teodóra és Keveházi Gábor leánya.
A Táncművészeti Főiskolán Stimátz Gabriella, Menyhárt Jacqueline és Szőnyi Nóra növendéke volt. A londoni Royal Ballet Schoolban és Kijevben képezte tovább magát. Mesterei voltak még Katya Zelebilova és Ala Lagoda.

## Szerepei
Adolphe Adam–Lavrovszkij: Giselle / Myrtha, a villik királynője

Csajkovszkij–Petipa–Róna: Csipkerózsika / Orgonatündér

Bartók–Seregi: A fából faragott királyfi / Tündér

Csajkovszkij–Petipa–Vajnonen: A diótörő / Mária hercegnő, keleti tánc szóló

Balanchine–Bellini–Rieti: Alvajáró / Dance Exotic

Prokofjev–Van Manen: Szarkazmus / női főszerep

Theodorákisz–Keveházi: Zorba / Özvegy

Presser–Bach–Fodor: A Próba / A Mária Magdolnát játszó táncosnő

Prokofjev–Seregi: Rómeó és Júlia / Mab, a boszorkány

Csajkovszkij–Pártay: Anna Karenina / Betsy hercegnő

Minkusz–Petipa–Pongor–Harangozó: Don Quijote / A driádok királynője

Adam–Lavrovszkij: Giselle / Bathilde, a herceg leánya

Bartók–Román: A fából faragott királyfi / Tündér

Csajkovszkij–Balanchine: Balanchine pas de deux

Liszt–McMillan: Mayerling / Kasper Mici

Dvorak–Pártay: Elfújta a szél / Belle Watling

Plastic Man–Jurányi: Fény és Árnyák között

Mendelssohn–Seregi: Szentivánéji álom / Titánia

Márta–Fodor: A nő hétszer / Nő

Orff–Markó: A Nap szerettei / Földanya

Rachmaninov–Muszorgszkij–Wagner–Eifman: Karamazov testvérek / Grusenyka

Dohnányi–Seregi: Változatok egy gyermekdalra

## Előadásai
Elfújta a szél

Balanchine est – Szerenád

Zorba

A diótörő

Karamazov testvérek